# Nadvîssea, Katerînopil
Nadvîssea (în ucraineană Надвисся) este un sat în comuna Iaroșivka din raionul Katerînopil, regiunea Cerkasî, Ucraina.

## Demografie
Componența lingvistică a localității Nadvîssea
     Ucraineană (92,57%)
     Belarusă (2,97%)
     Rusă (1,98%)
     Română (1,49%)
Conform recensământului din 2001, majoritatea populației localității Nadvîssea era vorbitoare de ucraineană (92,57%), existând în minoritate și vorbitori de belarusă (2,97%), rusă (1,98%) și română (1,49%).